# Johann Baptist Beha
Johann Baptist Beha (Oberbränd, Eisenbach, 1815 - 1898) va ser un prestigiós rellotger de la Selva Negra. Va aprendre l'ofici de seu pare, el mestre rellotger Vincenz Beha (1764-1868). Al seu taller va fer uns 365 rellotges entre 1839 i 1845.